# Alibi.com
Alibi.com è un film francese del 2017 diretto e interpretato da Philippe Lacheau.

## Trama
Greg ha fondato una società chiamata Alibi.com che crea qualsiasi tipo di alibi. Con il suo socio, Augustin, e Mehdi il suo nuovo dipendente, escogitano stratagemmi e allestimenti inarrestabili per coprire i loro clienti.

## Accoglienza
Il film incassò 29,3 milioni di dollari nel mondo, da un budget di 7,6 milioni di dollari. In Francia il film uscì nel 2017 e nelle prime 17 settimane ebbe 3,58 milioni di spettatori al cinema.

## Remake italiano
Il film ha avuto un rifacimento (adattato all'Italia) con il titolo L'agenzia dei bugiardi uscito nei cinema italiani nel gennaio 2019.